# Barfuß im Park
Barfuß im Park ist eine US-amerikanische Filmkomödie von Gene Saks aus dem Jahr 1967 mit Robert Redford und Jane Fonda in den Hauptrollen. Es ist die Filmversion der erfolgreichen gleichnamigen Broadway-Komödie von Neil Simon.

## Handlung
Der Film beginnt mit den Flitterwochen des überaus korrekten und soliden Anwalts Paul Bratter, der gerade seine Karriere als ambitionierter Anwalt in New York begonnen hat. Doch mit der Ruhe in seinem Leben ist es vorbei, denn seine bisweilen aufgedrehte Braut Corie hat Spaß und Abenteuer als Lebensprinzip. Nach den stürmischen Flitterwochen im Hotelzimmer beginnt aber das richtige Eheleben und die Bratters ziehen in die erste gemeinsame Wohnung im Greenwich Village. Leider entpuppt sich diese Wohnung als alt und luftig, es gibt undichte Stellen im Dach, zudem besteht die Nachbarschaft aus lauter Sonderlingen. Ein weiteres Problem ist, dass das Haus ohne Aufzug ist, die Bratters aber im fünften Stock leben – zum Leidwesen des jungen Ehepaares und seiner Gäste.
Corie befreundet sich zu Pauls Unwillen mit ihrem oberen Nachbarn, dem alternden, exzentrischen Lebemann Victor Velasco. Daraufhin bekommt Corie die Idee, den bisher viermal verheirateten Velasco mit ihrer Mutter Ethel zu verkuppeln. Der Abend des jungen Ehepaares mit der Mutter und Velasco verläuft ereignisreich, aber nicht unbedingt angenehm. In einem ungewöhnlichen albanischen Restaurant lernen sie durch Velasco lauter kulinarische Außergewöhnlichkeiten kennen. Doch während Corie im Restaurant bei einem Bauchtanz mitmacht, zeigt sich Paul eher abgestoßen von den Besonderheiten des Restaurants. Daraufhin wirft die enttäuschte Corie ihm vor, dass er ein Spießer sei und sie mit ihren unterschiedlichen Charakteren nicht zusammenpassen würden. Er würde sich ja noch nicht einmal trauen, wie sie barfuß durch den Park zu laufen. Es kommt zur handfesten Krise zwischen dem Ehepaar und man will sich scheiden lassen, Paul verlässt die Wohnung. Von ihrer Mutter bekommt Corie den Rat, auch ein kleines Stück auf Paul zuzugehen. Daraufhin macht sich Corie auf die Suche nach Paul, der inzwischen stark alkoholisiert und barfuß durch den Park läuft.
Paul und Corie kehren zur Wohnung zurück, doch der völlig betrunkene Anwalt klettert aufs Dach und fällt mehrmals beinahe hinunter, ehe Corie ihn in Sicherheit herunterholen kann. Es kommt zur Versöhnung des Ehepaars – und auch Cories plötzlich wieder jung gewordene Mutter und Velasco haben inzwischen zueinander gefunden.

## Kritiken
Barfuß im Park erhält von der Filmkritik insgesamt zumeist positive Rezensionen.

„Leichte Komödie nach einem Broadway-Erfolg von Neil Simon, munter inszeniert und gespielt.“

„Amüsant und schwungvoll werden die Reibereien in einer jungen Ehe geschildert. Nette Unterhaltung ab 16.“

## Auszeichnungen
- Mildred Natwick erhielt eine Oscar-Nominierung in der Kategorie Beste Nebendarstellerin. Die Charakterdarstellerin hatte die Rolle der Mutter bereits zuvor über mehrere Jahre am Broadway gespielt.
- Jane Fonda erhielt eine BAFTA-Nominierung in der Kategorie „Beste ausländische Darstellerin“
- Simon erhielt eine Nominierung der Writers Guild of America.
- 1968 Laurel Awards
  - vierter Platz beste Komödie
  - zweiter Platz für Jane Fonda als beste Komödiantin
  - fünfter Platz für Robert Redford als bester Komödiant
  - vierter Platz für Mildred Natwick als beste Nebendarstellerin